# 31型巡防艦
31型巡防艦（ 英語：Type 31 frigate），計劃名稱為通用巡防艦（General Purpose Frigate，GPFF），與26型巡防艦均為英國皇家海軍為汰換23型巡防艦的設計，但31型是為彌補取消建造的26型而產生的缺額所研製的通用巡防艦，31型較26型簡化與經濟，首艦計劃在2020年代前期服役。

## 歷史沿革

### 源起
2010年戰略國防安全審查報告中提出建造全球戰鬥艦（Global Combat Ship，GCS）以取代23型巡防艦，同年早些時候，BAE系統水面艦艇獲得一份為期四年，價值1.27億英鎊的合約用於設計新巡防艦，計劃建造8艘反潛型與5艘通用型巡防艦，兩種版本除了使用Type-2087主/被動低頻拖曳陣列聲納與否外幾乎相同，皇家海軍原計劃從2016年開始建造13艘26型巡防艦（全球作戰艦）以一對一汰換23型巡防艦，在2015年戰略安全審查報告中時任英國首相大衛·卡麥隆宣布只建造8艘反潛型，另外5艘通用型將使用不同的設計。

### 通用巡防艦
2015年的2015年戰略國防安全審查報告宣布全球戰鬥艦的建造數量減少到8艘還宣布剩下的5艘23型巡防艦將由新設計汰換“通用護衛艦”（GPFF），新設計將為更輕、更靈活和更實惠的通用巡防艦，新巡防艦的成本較低可能導致皇家海軍建造超過5艘從而增加皇家海軍艦隊的巡防艦和驅逐艦的總數，2016年7月的辯論與安全講座中，GPFF被第一海務大臣兼海軍參謀長菲利普·瓊斯上將稱為“31型巡防艦”。瓊斯表示，31型巡防艦可以在蘇伊士以東運作（波斯灣地區到遠東地區），同月，BAE系統公佈2種通用巡防艦設計，即“復仇者”（Avenger，基於“亞馬孫級護衛艦）”和“彎刀”（夏米赫級護衛艦的放大改良版），據英國星期日泰晤士報8月份的報導稱巴布克國際和BMT集團亦提出設計方案。

### 「英國造艦策略」獨立報告
2016年11月29日英國國家造艦策略（National Shipbuilding Strategy）機構公布「英國國家造艦策略」（UK National Shipbuilding Strategy）的獨立報告，報告對包含31型巡防艦在內的造艦計畫提出了諸多建議並指出皇家海軍過去的造艦計畫存在許多問題，包括：
- 計畫時程控制不佳：由於經費來源是每年度的項目預算，因此容易受到每年預算變動的影響而阻礙造艦節奏。
- 管理指導系統缺乏效率：設計、制訂規格等工作無法滿足合約中的預算與時程。
- 經常模糊的責任歸屬和擁有權：出問題時無法迅速釐清權責歸屬，使相關單位經常無法及時採取有效措施改善。
- 未保留出口外銷的潛力：現時的造艦計畫屢屢面臨因為不斷增加的成本而無法照原訂數量和期程如期如質如量的建造（例如：26型巡防艦）連帶導致被汰換的艦艇不得不延役，這些處於壽期末端的艦艇不但操作成本日升更分食皇家海軍的預算和排擠造艦資源，形成惡性循環。

2017年10月18日英國“金融時報”的一篇文章援引國防分析編輯，通用巡防艦的競標似乎有意打破BAE對海軍造船業的控制，國防部、財政部和皇家海軍內部的許多官員長期以來一直對於數年前造成的現況不滿，即無論皇家海軍的需求如何，都要保持在克萊德的BAE造船的技能和造船能力。“如果他們以BAE系統出價，他們就不會贏”（Were they to have bid as BAE Systems, they wouldn’t win）他說，“這絕對是顯而易見的”（That is absolutely obvious. The fact is that the Type 31 is slanted probably to exclude any bid that includes BAE）。事實上，31型傾向可能排除任何包括BAE的出價。MOD官員表示，競標旨在提高交付速度並降低成本。

### 國家造艦戰略
為了保持造船能力，2017年國家造艦戰略建議訂購首批5艘31型巡防艦，計劃外銷，每艘成本限制為2.5億英鎊，並使用模組化設計。

### 提出設計
2017年，不同的幾家公司提出了31型的設計方案，BAE提交了兩個設計，“復仇者”（Avenger），基本上是改進的批次3河級巡邏艦）和“彎刀”（Cutlass，夏米赫級護衛艦的放大改良設計）。BMT集團提交名為“狩獵者 110”（Venator 110）設計設計方案，Steller Systems提出“斯巴達”（Spartan）設計方案，而巴布考克国际集团提出稱為“箭頭 120”（Arrowhead 120）的設計方案。
2017年10月，BAE系統公司宣布打算退出作為主要承包商的31型競賽，理由是其克萊德船廠的產能限制（該廠以有包括河級巡邏艦和26型巡防艦的建造工作），但隨後BAE宣布與Cammell Laird公司合作，BAE將提供其在設計和系統集成方面的專業知識，而Cammell Laird公司將成為主承包商並負責在伯肯希德的船廠建造，計劃中的設計被命名為“李安達”（Leander）
2017年11月，宣布BMT集團和巴布克國際簽訂合作協議，雙方並未選擇各自的“狩獵者 110”（Venator 110）或“箭頭 120”（Arrowhead 120）設計，而是研究雙方的設計以確定最好的選擇，2018年5月下旬，BMT集團和巴布克國際與泰勒斯集團合作提出基於丹麥伊萬·休特菲爾德級巡防艦的“箭頭 140”（Arrowhead 140）設計。

### 暫停
2018年7月24日詹氏防務報導通用巡防艦計畫已經暫停，英國防衛裝備與支持組織（Defence Equipment and Support，DE&S）在7月20日向參與通用巡防艦的團隊發出聲明。英國國防部突然暫停計畫且未對國會發表任何聲明，並稱目前沒有獲得足夠的合格提案。英國國防部接著著手擬定一個更簡潔有效的競爭程序，2018年7月25日“泰晤士報”的一篇文章稱，在資金危機期間，有消息來源警告稱通用巡防艦計劃可能永遠暫停，但英國政府稱，由於“合格投標不足”，通用巡防艦計劃將重新啟動，而國防部稱計劃“尚未被取消”，計劃將在2019年12月之前授予合約。

### 競爭設計程序
2018年12月10日，英國國防表示，正式展開第一階段競爭設計程序（Competitive Design Phase），同時3組競爭團隊簽署發展合約，每個團隊獲得約500萬英鎊（折合約為600萬美元）來發展各自設計方案，以下為入選的設計方案：
- BAE Systems / Cammell Laird的李安達（Leander）設計（設計母型為夏米赫級護衛艦）
- Babcock / BMT / Thales的箭頭 140（Arrowhead 140）設計（設計母型為伊萬·休特菲爾德級巡防艦）
- Atlas Elektronik UK / Thyssenkrup Marine Systems，可能基於MEKO A200型巡防艦的設計

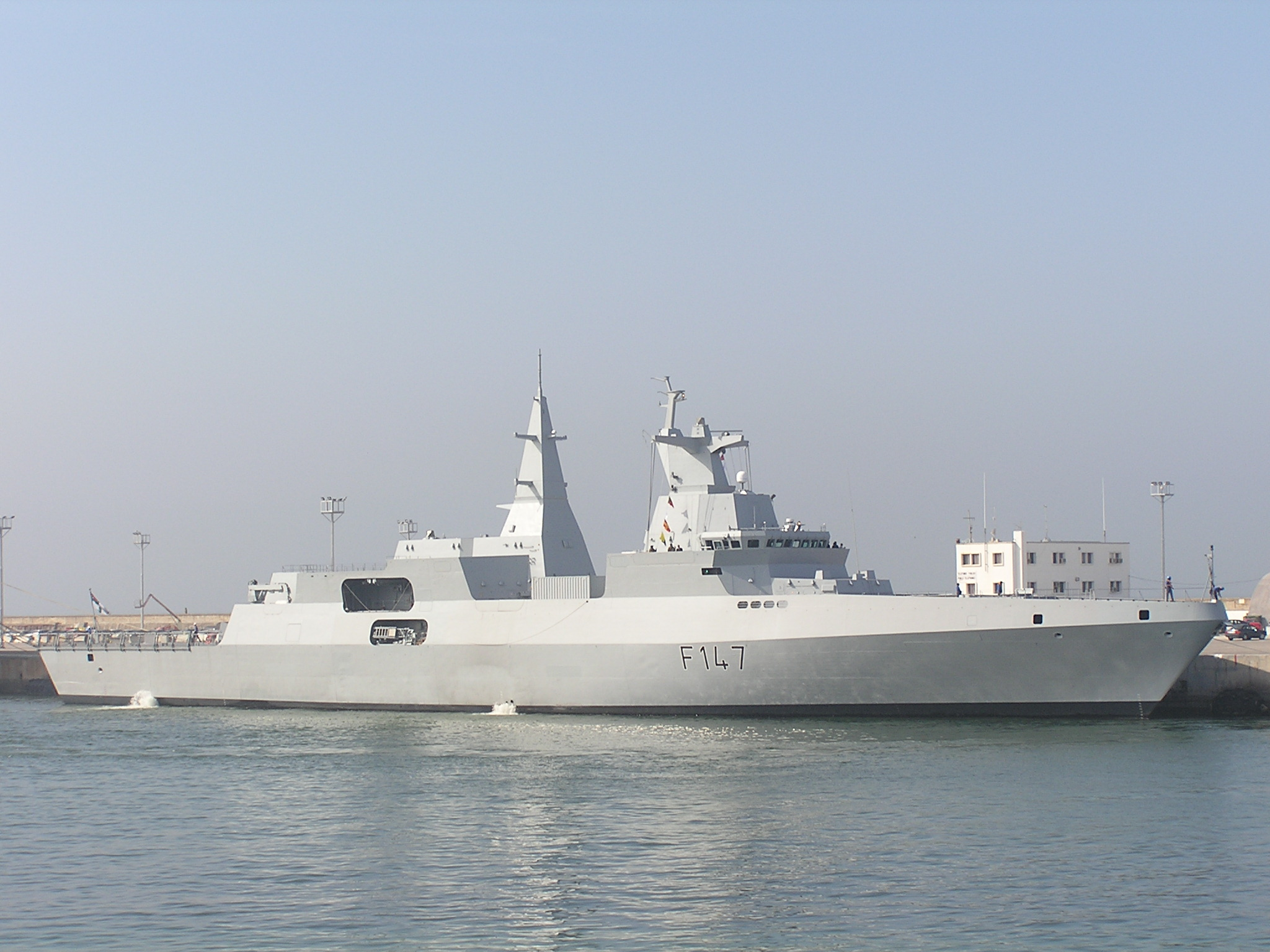
基於德國MEKO A200型巡防艦的設計
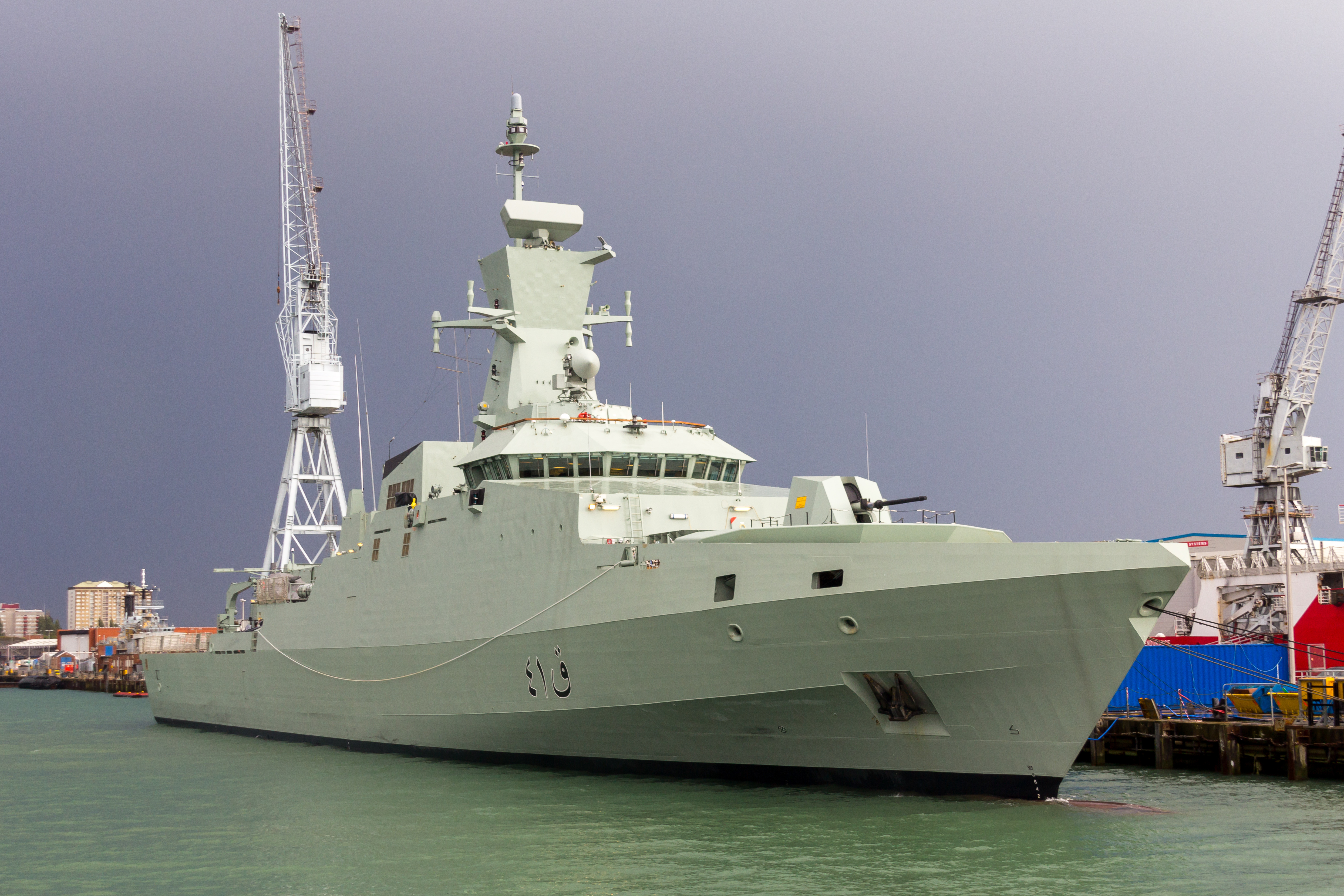
BAE Systems/Cammell基於夏米赫級護衛艦的Leander設計
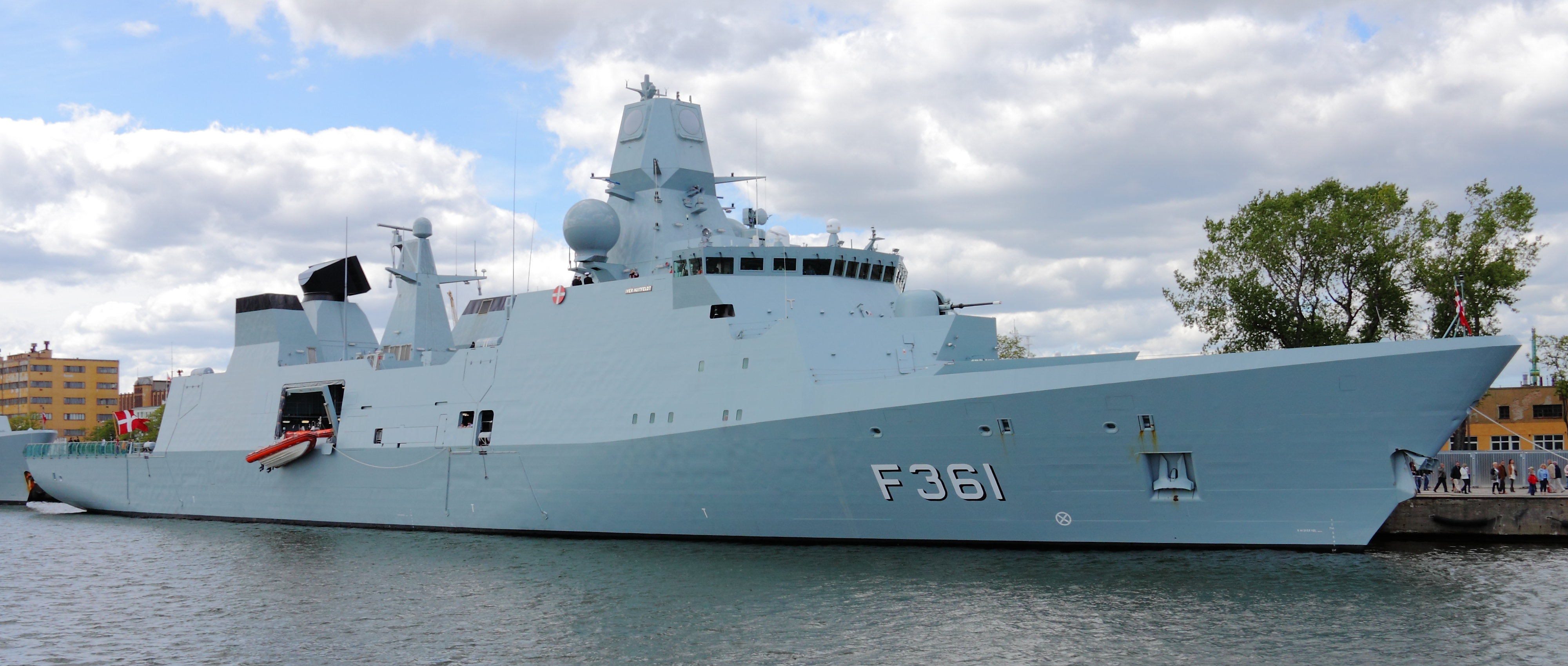
Babcock/Thales基於丹麥伊萬·休特菲爾德級巡防艦的箭頭140（Arrowhead 140）設計

#### 得標
英國首相鮑里斯·強森2019年9月12日宣布：巴布克國際的「箭頭 140」（Arrowhead 140）設計在標案中勝出（衍生自伊萬·休特菲爾德級巡防艦），首艦預定2023年下水，5號艦則於2028年前交付，單艦價格上限為2.5億英鎊。

## 设计
根據「英國國防雜誌」網站，31型巡防艦預定搭載法國「泰勒斯」（Thales）授權英國製造的TACTICOS戰鬥系統和NS100主動電子掃描陣列（AESA）雷達，能選配32管垂直發射系統、8管反艦飛彈發射器、拖曳聲納等作戰設備，並擁有4座大型船艙，用於靈活因應多樣任務，包括操作無人載具、支援特種作戰、載運救災物資等。

## 列表
| 舰名                       | 弦號 | 造船廠                       | 簽約           | 動工           | 安放龍骨      | 下水          | 服役               | 母港 | 所屬艦隊 |
| 英国                       | 英国 | 英国                         | 英国           | 英国           | 英国          | 英国          | 英国               | 英国 | 英国     |
| -------------------------- | ---- | ---------------------------- | -------------- | -------------- | ------------- | ------------- | ------------------ | ---- | -------- |
| 冒险者號 HMS Venturer      |      | 巴布克國際                   | 2019年11月15日 | 2021年9月23日  | 2022年4月16日 | 2025年6月14日 | 預計2026年至2027年 |      |          |
| 积极號 HMS Active          |      | 巴布克國際                   | 2019年11月15日 | 2023年1月24日  | 2023年9月16日 |               |                    |      |          |
| 牛頭犬號 HMS Bulldog       |      | 巴布克國際                   | 2019年11月15日 |                |               |               |                    |      |          |
| 坎貝爾敦號 HMS Campbeltown |      | 巴布克國際                   | 2019年11月15日 |                |               |               |                    |      |          |
| 可畏號 HMS Formidable      |      | 巴布克國際                   | 2019年11月15日 |                |               |               |                    |      |          |
| 印度尼西亞                 |      |                              |                |                |               |               |                    |      |          |
| 待定                       |      | PT PAL印度尼西亞，巴布克國際 | 2021年9月16日  | 2023年8月25日  | 2025年6月     |               |                    |      |          |
| 待定                       |      | PT PAL印度尼西亞，巴布克國際 | 2021年9月16日  | 2024年11月15日 |               |               |                    |      |          |
| 波蘭                       |      |                              |                |                |               |               |                    |      |          |
| 巫師號                     |      | 波蘭海軍造船廠，巴布克國際   | 2022年3月4日   | 2024年1月31日  |               |               |                    |      |          |
| 暴風雨號                   |      | 波蘭海軍造船廠，巴布克國際   | 2022年3月4日   |                |               |               |                    |      |          |
| 颶風號                     |      | 波蘭海軍造船廠，巴布克國際   | 2022年3月4日   |                |               |               |                    |      |          |

### 相關
- 英國軍事
- 英國皇家海軍
- 26型巡防艦 英国
- 伊萬·休特菲爾德級巡防艦 丹麦

## 資料來源
1. ↑  . gov.uk. 7 September 2017  [7 September 2017]. （原始内容存档于2018-03-16）.
2. ↑  . www.mdc.idv.tw.   [2019-04-06]. （原始内容存档于2020-08-18）.
3. ↑  . UK House of Commons Defence Select Committee. 21 July 2016  [21 July 2016]. （原始内容存档于2020-05-13）.
4. ↑  . Daily Record (Glasgow). 25 March 2010  [26 July 2011]. （原始内容存档于2011-06-09）.
5. ↑  . BBC. 25 March 2010  [26 July 2011]. （原始内容存档于2017-08-29）.
6. ↑  National Security Strategy and Strategic Defence and Security Review 2015 （页面存档备份，存于）, www.gov.uk
7. ↑  . IHS Janes'. 20 April 2016  [20 April 2016]. （原始内容存档于2017-02-17）.
8. ↑   (PDF). Government of the United Kingdom. November 2015  [18 March 2016]. （原始内容存档 (PDF)于2015-11-24）.
9. ↑  . UK Ministry of Defence.   [24 July 2016]. （原始内容存档于2020-11-08）.
10. ↑  . IHS Janes.   [15 July 2016]. （原始内容存档于2017-03-30）.
11. ↑  . UK Ministry of Defence.   [8 August 2016]. （原始内容存档于2020-08-13）.
12. ↑  . www.thetimes.co.uk. The Sunday Times. 7 August 2016  [8 August 2016]. （原始内容存档于2020-08-18）.
13. ↑  . www.ft.com. Financial Times. 25 July 2018  [25 July 2018]. （原始内容存档于2020-08-18）.
14. ↑  . BBC News. BBC. 2016年11月29日  [2017年9月8日]. （原始内容存档于2020年11月12日）.
15. ↑  Allison, George. . 6 September 2017  [2019-04-06]. （原始内容存档于2020-09-27）.
16. ↑  Allison, George. . 5 September 2017  [2019-04-06]. （原始内容存档于2020-10-22）.
17. ↑  .   [2019-04-06]. （原始内容存档于2019-09-15）.
18. ↑  Allison, George. . 6 September 2017  [2019-04-06]. （原始内容存档于2020-09-20）.
19. ↑   (PDF).   [2019-04-06]. （原始内容存档 (PDF)于2020-01-11）.
20. ↑  Allison, George. . 5 July 2017  [2019-04-06]. （原始内容存档于2020-11-28）.
21. ↑  . Babcock International.   [2019-04-06]. （原始内容存档于2017-09-14）.
22. ↑  Allison, George. . 8 September 2017  [2019-04-06]. （原始内容存档于2020-08-18）.
23. ↑  . Naval Technology. 23 October 2017  [25 October 2017]. （原始内容存档于2017-10-24）.
24. ↑  . Naval Today. 18 October 2017  [25 October 2017]. （原始内容存档于2020-11-12）.
25. ↑  George Allison. . UK Defence Journal. 9 November 2017  [9 November 2017]. （原始内容存档于2020-10-24）.
26. ↑  .   [2019-04-06]. （原始内容存档于2020-11-11）.
27. ↑  . www.thetimes.co.uk. The Times. 25 July 2018  [25 July 2018]. （原始内容存档于2020-11-13）.
28. ↑  .   [2019-04-06]. （原始内容存档于2020-11-09）.
29. ↑  . Hansard. UK Parliament. 12 November 2018  [2019-04-06]. （原始内容存档于2020-08-18）.
30. 1 2  . 青年日報社. 2019年9月15日  [2019年9月15日]. （原始内容存档于2020年8月18日） （中文（臺灣））.
31. ↑  . Babcock International. 2022-04-26  [2022-04-28]. （原始内容存档于2022-04-26）.

### 備註
1. ↑  “復仇者”（Avenger）的設計日後被捨棄，“彎刀”（Cutlass）則改良成為“李安達”（Leander）設計
2. ↑  泰吾士報等英國媒體懷31型巡防艦暫停更多是因為資金沒有著落，甚至質疑英國國防部沒有能力以一對一汰換13艘23型巡防艦，
3. ↑  7月24日，英國國防部發表聲明，強調原訂建造5艘的數量沒有改變，仍然希望首艦能在2023年服役，並表示對參與的廠商團隊有信心，能夠在先前設定的12.5億英鎊成本上限之內完成合約